# Sit pardalenc saltamartí
El sit pardalenc saltamartí (Ammodramus savannarum) és un ocell de la família dels passerèl·lids (Passerellidae).

## Descripció
Ocell de mida petita, mesura entre 10 i 14 cm de llarg, fa uns 17,5 cm de llargària i pesen de 13,8 a 28,4 g amb una mitjana de 17 g. Els adults tenen les parts superiors ratllades de marró, gris, negre i blanc; tenen el pit marró clar, el ventre blanc i la cua curta marró. La cara és de color marró clar amb un anell ocular blanc i una corona marró fosc amb una franja clara central estreta. Els adults tenen les plomes grogues brillants a la corba de les ales inferiors i una taca groga-ambre per sobre de la brida. Els mascles i les femelles no es poden distingir pel seu plomatge i els ocells joves es muden en plomatge adult als pocs mesos de l'envol.

## Distribució i hàbitat

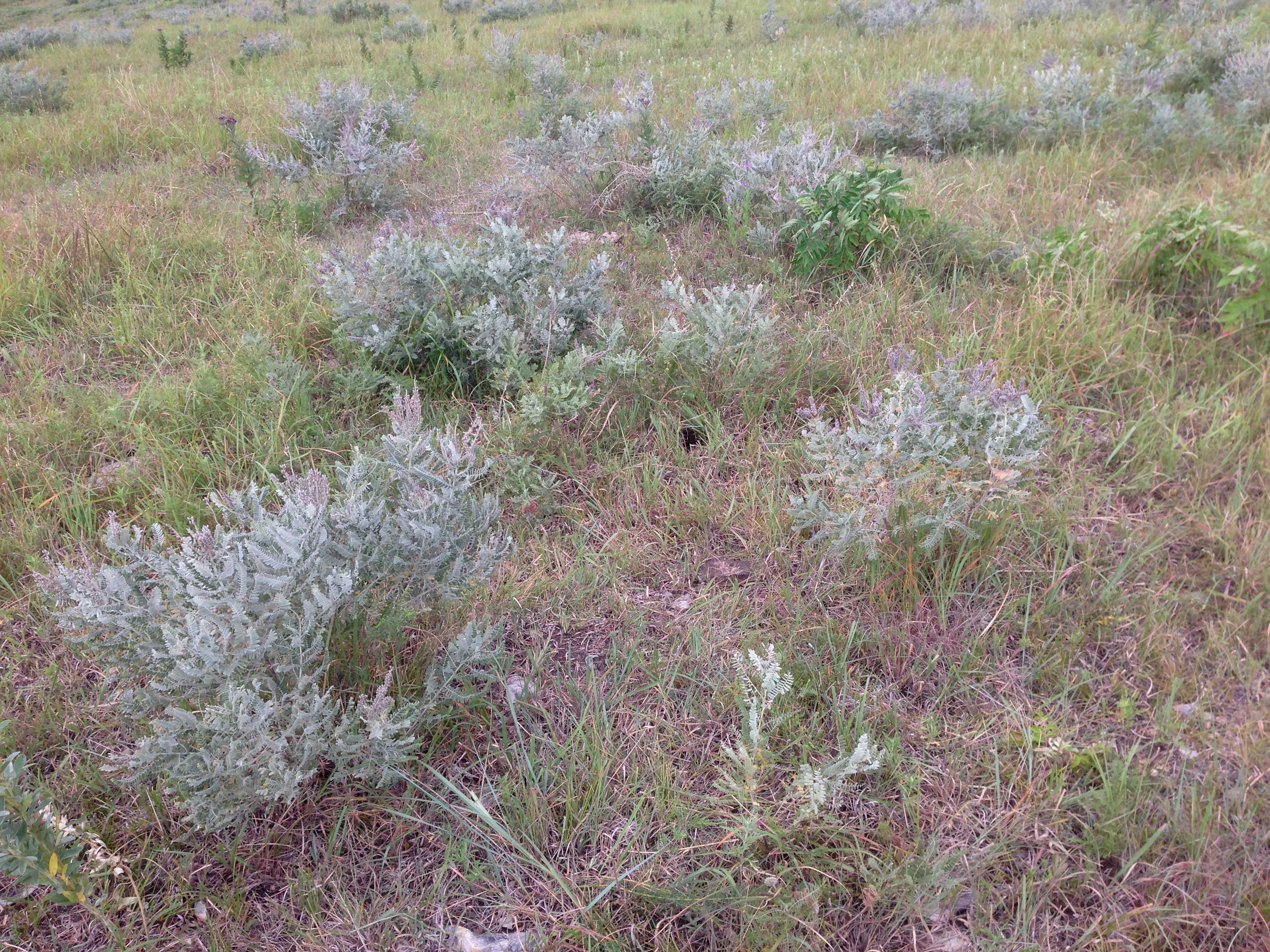
Hàbitat de sit pardalenc saltamartí de finals de juliol amb niu a la prada de Konza que mostra una vegetació fragmentada preferida, inclòs terres baixes per a l'alimentació i zones més denses a on amagar els nius.

Habita praderies, terres de conreu i sabanes de les ecozones Neàrtica i Neotropical, de l'est de l'Estat de Washington, sud de la Colúmbia Britànica i sud d'Alberta, i per l'est, a través del sud de Canadà fins al sud-oest de Quebec i nord de Nova Anglaterra i, més cap al sud, al sud de Califòrnia, centre de Nevada, nord d'Utah, centre de Colorado, nord-est de Nou Mèxic, Texas, zona central dels estats de Golf, centre de Carolina del Nord i sud-est de Virgínia, Florida, sud-est d'Arizona i nord de Sonora, Veracruz, Chiapas, Guatemala, Belize, Hondures, nord-est de Nicaragua, nord-oest de Costa Rica i Panamà. Jamaica, la Hispaniola i Puerto Rico. Als Andes de l'oest de Colòmbia i oest de l'Equador.
L'hàbitat de reproducció són els camps oberts i les praderies del sud del Canadà, els Estats Units, Mèxic i Amèrica Central, el Carib. Hi ha una petita població en perill d'extinció als Andes de Colòmbia i (potser només antigament) a l'Equador. Als Estats Units centrals, els ocells localitzen ràpidament l'hàbitat nou disponible i s'atreuen amb cants coespecífics. La distribució espacial en els territoris es pot agrupar amb diversos individus que defensen territoris propers els uns als altres, intercalats per grans àrees d'hàbitat no utilitzat i aparentment adequat. Les raons d'aquesta agrupació són esquives; l'agregació no està relacionada amb la defensa del grup contra els depredadors o paràsits de cria, la seguretat conjunta, els aparellaments extra-parella o la selecció de parentiu. L'hàbitat adequat està fortament influenciat per l'estructura de la planta i les quantitat de precipitació durant les temporades anteriors. El sit pardalenc saltamartí evita la vegetació llenyosa i, a les parts més humides de la seva distribució, prefereix els camps que es cremen cada 2-3 anys (la qual cosa redueix la invasió d'arbres i arbustos) i busquen zones moderadament pasturades per bestiar o bisó.

## Comportament

### Moviment

#### Migració
Les subespècies de sit pardalenc saltamartí es diferencien pel comportament migratori. Els ocells que es reprodueixen a la major part de l'est dels Estats Units i el sud del Canadà (A. s. pratensis) migren latitudinalment fins a diversos milers de quilòmetres cada any, passant l'hivern al llarg del golf de Mèxic i el Carib. Els ocells que crien a la major part de la part occidental de la distribució nord-americana (A. s. perpallidus) hivernen des de l'oest de Texas fins a Califòrnia i cap al sud fins a les praderies desèrtiques de les terres altes del nord i centre de Mèxic. A. s. ammolegus, que es reprodueix a les praderies desèrtiques del sud-est d'Arizona, sud-oest de Nou Mèxic i estats adjacents al nord de Mèxic, sembla ser un migrant parcial i de curta distància, amb alguns ocells que romanen residents durant tot l'any i d'altres probablement es desplacen més al sud a hivern. Els ocells de múltiples poblacions reproductores i subespècies hivernen junts al sud-est d'Arizona. No es coneix si migren els que es reprodueixen fora d'Amèrica del Nord, inclosos els que viuen al Carib, Amèrica Central, així com Florida.
Els mascles solen emigrar cap al nord a la primavera una o dues setmanes abans que les femelles. Les dades dels geolocalitzadors per nivell de llum indiquen que els mascles estan presents als llocs de reproducció d'abril a octubre, amb concordança amb que els ocells completen la muda anual abans de la migració. Gràcies al geolocalitzadors, es va poder comprovar que el individus van migrar una mitjana de ~2.500 km durant ~30 dies. Els ocells migren principalment per terra, fan poques escales de curta durada i viatgen a uns 82 km/dia. Les dades de la xarxa Motus confirmen en gran manera els patrons migratoris recollits en treballs anteriors. No obstant això, fins ara existeixen relativament poques pistes dels moviments d'aquesta espècie, potencialment a causa del comportament amagadís durant la major part de l'any que no sigui l'època de reproducció. S'han fet poques recuperacions d'ocells anellats , especialment en llocs diferents de la ubicació inicial d'anellament. A Oklahoma, el sit pardalenc saltamartí és una de les espècies que es troben més freqüentment morts després de xocar amb finestres, tot i que rarament es detecten en la migració.

#### Dispersió
A Maryland, un estudi de la dispersió natal (el moviment d'un lloc natal al lloc de la primera reproducció) va revelar que la majoria de cries van romandre dins del seu hàbitat natal durant els mesos d'estiu després de l'envol i la majoria de cries recapturades es van trobar a un parell de centenars de metres dels seus nius nadius. Tot i que les recaptures van demostrar que les distàncies del niu van augmentar amb el temps, la mitjana de cria es va recapturar a només 346 metres del seu niu i es va tornar a capturar 33 dies després de l'eclosió. La distància més llarga detectada va ser d'1,6 quilòmetres, que es va aconseguir en menys de 20 dies.
El sit pardalenc saltamartí és inusual en la taxa de dispersió de reproducció especialment elevada (és a dir, moviments unidireccionals entre llocs de reproducció successius). L'alta tendència a la dispersió pot ser deguda a la naturalesa dinàmica dels ambients de praderies dels quals depenen. Com altres espècies dependents de les praderies, els moviments de dispersió les porten a ser anomenades seminòmades, ja que aprofiten de manera oportunista els hàbitats adequats. Les taxes de retorn del sit pardalenc saltamartí adult als llocs de reproducció anteriors (fidelitat del lloc) difereixen molt entre les poblacions. La fidelitat del lloc és molt més alta a les parts orientals de l'àrea de reproducció, en un lloc a Connecticut amb >50% dels mascles adults que tornen a reproduir-se en temporades posteriors i més del 70% a Maryland. En canvi, cap ni un dels mascles adults de Nebraska van tornar a reproduir-se els anys següents, el 8,9% va tornar a Montana i el 20% va tornar a Califòrnia. Al nord-est de Kansas, individus solitaris solen dispersar-se durant la temporada d'aparellament entre els intents de nidificació. Durant la temporada, entre el 30 i el 75% dels ocells es mouen més de 100 m i es van detectar individus que defensaven nous territoris o nidificaven fins a 8,9 km de les àrees que ocupaven a principis de la temporada. Les decisions de dispersió durant la temporada de reproducció es relacionen amb l'èxit del niu; més ocells es van moure després de la fallida del niu, i els ocells que es van dispersar van experimentar un menor parasitisme de cria i un èxit de nidificació més gran després dels moviments. Se sap poc sobre els moviments dels ocells durant l'hivern, però la variació interanual de l'abundància a les praderies del nord de Mèxic està positivament relacionada amb la variació a gran escala de la vegetació, les precipitacions de l'estiu anterior i la productivitat de les plantes.

### Cria
El sit pardalenc saltamartí és una espècie socialment monògama, però les taxes d'aparellament extra-parelles poden ser altes (per exemple, el 48,5% dels nius contenien una cria extra-parella a Kansas), i fins i tot casos de criança cooperativa han estat documentats. A la primavera, els mascles seleccionen i defensen territoris abans que se'ls uneixi una femella. Al llarg de l'època de reproducció, els ocells poden criar diverses niuades, ja sigui amb la mateixa parella o amb una parella diferent. A les regions més meridionals de l'àrea de distribució de l'espècie, les parelles poden produir 2-4 cries, mentre que les parelles més al nord estan limitades per estius més curts que condueixen a 1-2 intents de nidificació.

#### Construcció niu

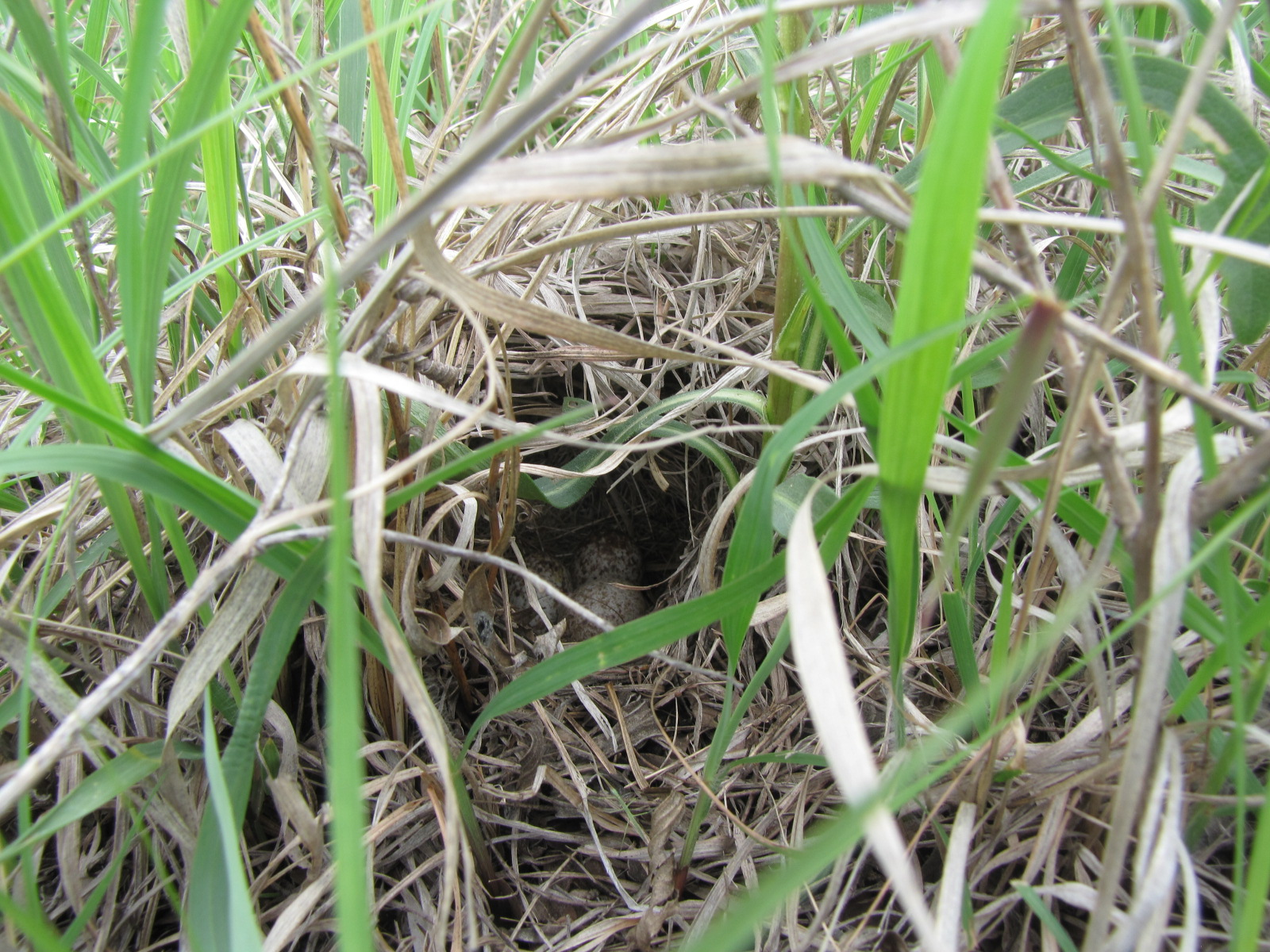
Niu de sit pardalenc saltamartí ben amagat que mostra una estructura amb volta i una entrada lateral.

Les femelles construeixen els nius en un parell de dies. El sit pardalenc saltamartí construeix un nius discret, en forma de cúpula, a terra, normalment molt ben amagats entre gramínies i herbassars. Els nius tenen una petita obertura lateral i solen estar fets d'una barreja d'herbes mortes i vives. Els nius es construeixen al territori de la parella reproductora en zones allunyades d'arbusts i arbres.

#### La descendència

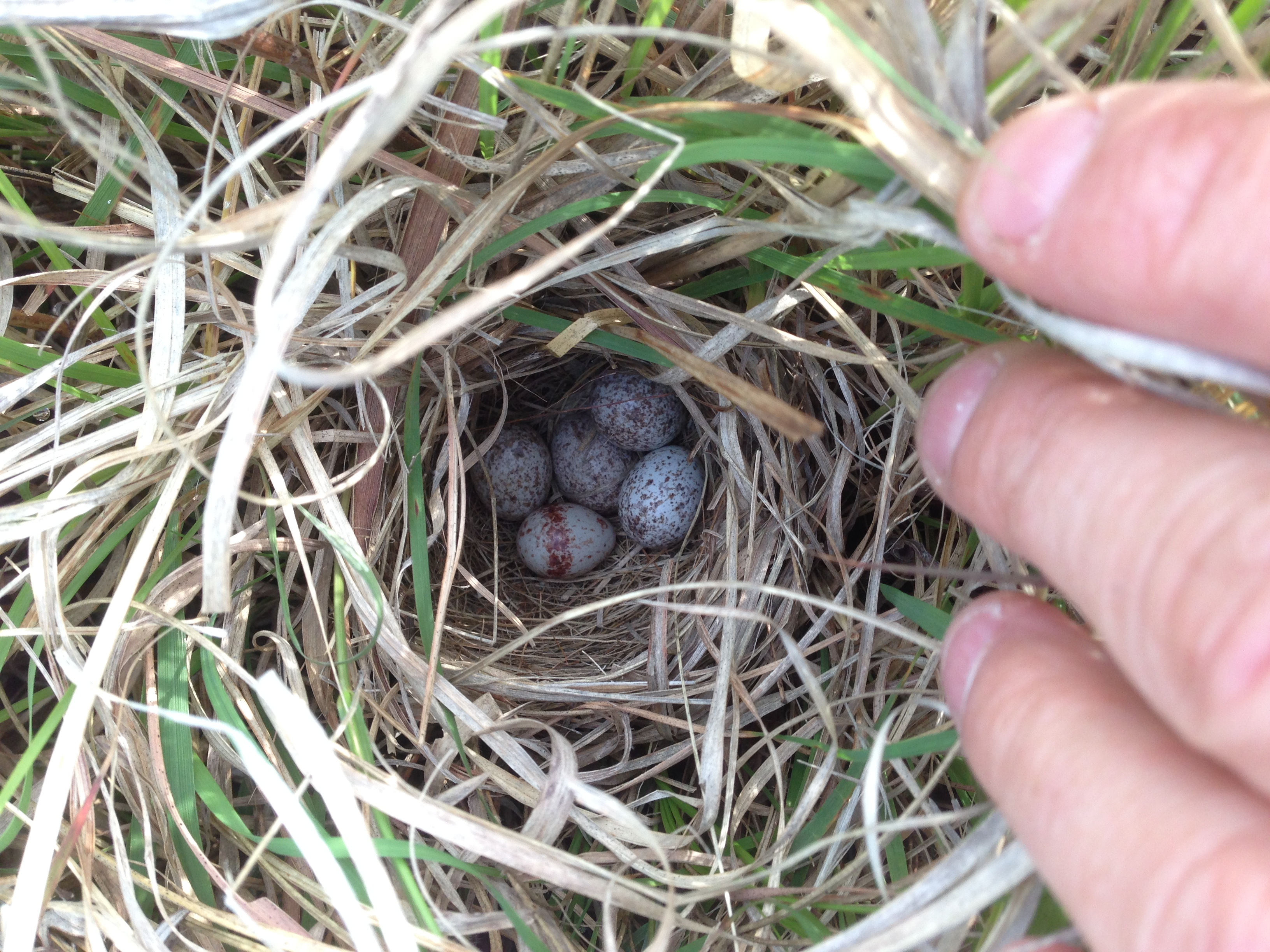
Niu de sit pardalenc saltamartí amb quatre ous de vaca i un ou hoste.

Les femelles solen posar entre 4 i 5 ous per posta. Els ous són llisos i de forma ovalada. Són de color blanc crema, amb taques de color marró vermellós que es concentren cap a l'extrem més gran de l'ou. Les femelles coven els ous entre 10 i 12 dies i les cries ja poden volar al cap de 6-9 dies. Durant els primers dies del període de cria, principalment les femelles són les que alimenten les cries, però durant la segona meitat del període de cria s'encarreguen els dos progenitors. En un estudi, es va documentar que exemplars no parentals assistien a les cries i les alimentaven, però sembla que aquest comportament no és omnipresent. Les cries s'alimenten amb una dieta rica en artròpodes, especialment preses d'uns 15 a 40 mm de llarg i seleccionen preferentment llagostes, aranyes i petits escarabats. En sortir del niu, la descendència sovint roman a la zona. Els pares proporcionen atenció després de la criança, però es desconeix la durada i el nivell d'atenció.

#### Parasitisme de cria
Els sit pardalenc saltamartí són un hoste comú del vaquer capbrú, un paràsit de cria que pon els ous als nius d'altres espècies. Aquests ocells poden ser perjudicials per a les espècies hostes perquè sovint eliminen els ous i les cries hostes o destrueixen els nius per iniciar un altre intent de nidificació, permetent el parasitisme futur. No obstant això, no necessàriament redueixen les possibilitats que els nius tinguin èxit a la cria. La taxa de parasitisme de cria per part del vaquer capbrú varia a través de l'àrea de distribució del sit pardalenc saltamartí i depèn de les característiques de l'hàbitat, com ara la quantitat de vegetació llenyosa i si la terra és pasturada. Entre el 2 i el 65% dels nius de les poblacions estudiades van ser parasitats per aquesta espècie.

#### Causes de la fallada del niu
Només el 30-50% de les niuades tiren endavant amb almenys un o més cries. La majoria no prosperen com a resultat de la depredació. S'ha observat serps, petits mamífers com rates, mamífers més grossos com mofetes, armadillos, porcs i petits marsupials, i fins i tot formigues menjant ous i cries. Altres causes de fallida del niu inclouen la inundació de la copa del niu a causa de la pluja, el trepitjat pel bestiar o els humans i l'abandonament dels pares.

## Taxonomia
El sit pardalenc saltamartí va ser descrit el 1713 pel pastor i naturalista anglès John Ray a partir d'un exemplar recollit a Jamaica. Va ser descrit de nou i il·lustrat el 1725 pel naturalista i col·leccionista Hans Sloane. Tots dos autors van utilitzar el nom anglès "Savanna bird". Quan el naturalista alemany Johann Friedrich Gmelin va revisar i ampliar la “Systema Naturae” de Carl Linnaeus el 1789, va incloure el sit pardalenc saltamartí. El va col·locar amb els pinsans del gènere Fringilla, va encunyar el nom binomial Fringilla savannarum i va citar els autors anteriors. Actualment el sit pardalenc saltamartí està inclòs amb altres dos pardals americans del gènere Ammodramus que va ser introduït per William Swainson el 1827.
Es reconeixen dotze subespècies:
- A. s. perpallidus (Coues, 1872) localitzat al sud-oest de Canada i centre i oest d'USA.
- A. s. ammolegus (Oberholser, 1942) sud d'Arizona (sud-oest d'USA) i nord-oest de Mèxic.
- A. s. pratensis (Vieillot, 1818) sud-est de Canada i est d'USA.
- A. s. floridanus (Mearns, 1902) Florida (sud-est d'USA).
- A. s. bimaculatus (Swainson, 1827) centre i sud de Mèxic, Guatemala, Nicaragua i Costa Rica.
- A. s. beatriceae (Olson, 1980) centre de Panamà.
- A. s. cracens (Bangs & Peck, 1908) nord i est de Guatemala, Belize, est d'Hondures i nord-est de Nicaragua.
- A. s. caucae (Chapman, 1912) Colòmbia.
- A. s. savannarum (Gmelin, 1789) Jamaica.
- A. s. intricatus (Hartert, 1907) Hispaniola.
- A. s. borinquensis (Peters, 1917) Puerto Rico.
- A. s. caribaeus (Hartert, 1902) Antilles Neerlandeses.